# Zilog Z8001

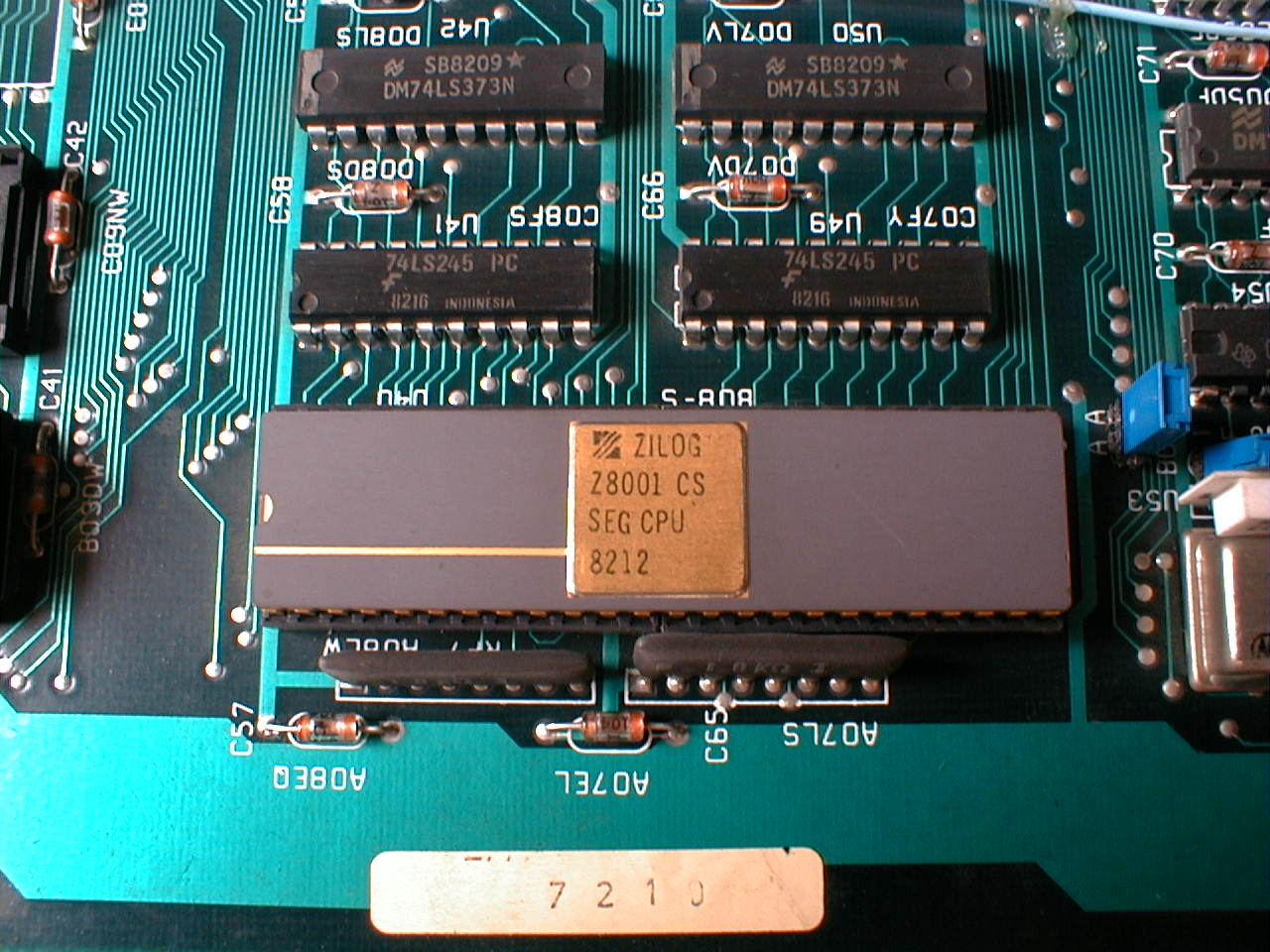
Un Zilog Z8001 sulla scheda madre di un computer Olivetti M20

Lo Zilog Z8001 è la versione del microprocessore Zilog Z8000 a 16-bit dotato di segment registers a 7-bit. Con questa configurazione lo spazio di memoria indirizzabile è pari a 8 megabyte.
Lo Z8001 è utilizzato negli Olivetti della serie L1 di cui fanno parte i modelli M20, M30, M40, M50 e M60.